# Осада Нисибиса (573)
Осада Нисибиса (греч. Πολιορκία της Νίσιβης) — ряд боевых действий во время ирано-византийской войны (572—591), произошедших в 573 году.
После начала войны в 572 году византийский император Юстин II даровал своему племяннику Маркиану титул патрикия и назначил главнокомандующим на восточной границе. Не имея достаточно сил (согласно Феодору, под его командованием была лишь тысяча бойцов), он форсировал Евфрат и двинулся к Осроене. Весной 573 года Маркиан разбил персов близ крепости Саргаф. В сражении погибло 1207 человек, из них лишь семеро византийцев, и ещё 20 персов попало в плен. Затем Маркиан взял в осаду крепость Фебеф, но не преуспел. После чего, повинуясь воле императора, осадил крепость Нисибис, главный пограничный оплот Сасанидского Ирана.
В соответствии с «Моделью Юстиниана» Маркиан собрал инженеров и приказал им провести «очень сложную осаду», что затянуло ход мероприятия. Шахиншах Хосров I, услышав о начале осады, собрал 40 000 кавалерии и более 100 000 пехоты и «перешел через Тигр и, углубившись в пустынные земли, шел по ним со своим войском, чтобы скрыть от ромеев предпринятый им поход». Византийцы, рассорившиеся с Гассанидами, бывшими ранее их союзниками и прикрывавшими границу со стороны пустыни, не знали о движении иранской армии к слиянию Евфрата с Хабуром.
Тем временем Маркиана обвинили в том, что он нацелился на трон императора. Юстин, убедившись в справедливости обвинения, отстранил его от командования и назначил Феодора, сына Юстиниана, прозванного Цирусом, на его место. Это привело к беспорядкам в войсках, и ромеи сняли осаду и отступили.
Подошедшая армия Хосрова воспользовалась брошенным византийцами осадным оборудованием и использовала его для успешной осады Дары. Эта осада длилась шесть месяцев, и победа дала Хосрову еще одну важную крепость в западной Месопотамии в дополнение к Нисибису.